# Sybra proximata
Sybra proximata là một loài bọ cánh cứng trong họ Cerambycidae.